# Vahdat
Vahdat  este un oraș  în  partea de nord a Tadjikistanului, în Districtele Subordonate Republicii, la 10 km est de Dușanbe. La recensământul din 2010 avea o populație de 40.000 locuitori. Localitatea s-a numit Yangi-Bazar până în 1936 când a fost redenumită Ordjonikidzeabad în onoarea lui Grigory Ordjonikidze, dizident comunist georgian. În 1992, după ce Tadjikistanul a devenit independent, orașul a fost redenumit Kofarnihon (tradus din limba persană locul în care se ascund necredincioșii). Denumirea actuală datează din 2003.